# Jean Peyrelevade

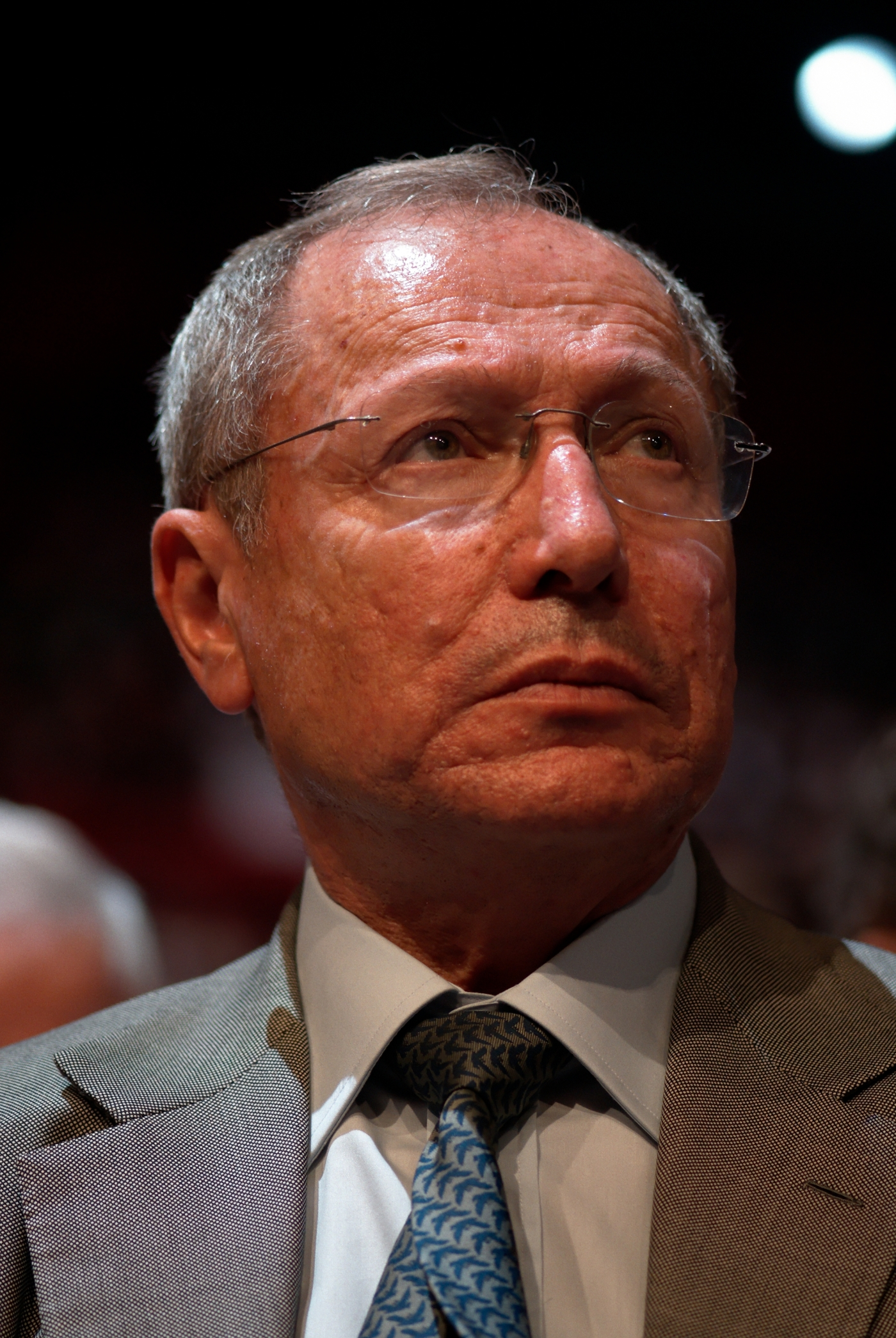
Jean Peyrelevade (2007)

Jean Peyrelevade (* 24. Oktober 1939 in Marseille) ist ein französischer Mitte-Links-Politiker und Wirtschaftsführer.

## Biografie
Jean Peyrelevade absolvierte die École polytechnique, die École nationale de l’aviation civile, die Sciences Po und die Universität Paris IV.
Seine politische Karriere begann 1963 im Verkehrsministerium, Generalsekretariat für Zivilluftfahrt, wo er zehn Jahre lang an wichtigen Programmen für den Bau von Zivilflugzeugen arbeitete. Er war für die wirtschaftlichen Aspekte des Programms verantwortlich, leitete die ersten Marktstudien der Concorde und erklärte von Anfang an, dass es sich um einen kommerziellen Misserfolg handeln werde. Er war an der ersten Arbeitsgruppe, die die Spezifikationen des ersten Airbus festlegte, beteiligt.
Anfang der 1970er Jahre verließ er den öffentlichen Dienst und wechselte zum Crédit Lyonnais, wo er im Bereich der internationalen Handelsfinanzierung (Handel und Investitionsgüter) tätig war. In dieser Position gründete er die Abteilung Aeronautical Financing, die zwischen 1974 und 1981 ausnahmslos alle Airbus-Exporte finanzierte. Peyrelevade verhandelte und unterzeichnete in Seoul mit Denis Viard von Airbus Industrie den ersten Exportvertrag für Airbus (sechs A300, im Rahmen eines Steuerleasings von Korean Airlines erworben).
Er wurde 1981 zum stellvertretenden Kabinettsdirektor von Pierre Mauroy und Wirtschaftsberater des Premierministers ernannt und leitete die Verstaatlichungen, obwohl er ihre Skepsis gegenüber deren Interesse zum Ausdruck brachte. Er nahm aktiv an der „Rigor-Tour“ von 1982 bis 1983 teil. Peyrelevade wurde an der Spitze großer Staatsunternehmen ernannt und dann bestätigt: Präsident von Suez von 1983 bis 1986, dann, nach zwei Jahren, der Banque Stern (privat) von 1986 bis 1988, der UAP von 1988 bis 1993 und von Crédit Lyonnais von 1993 bis 2003. Er wurde zum Direktor der Bank ernannt, um ihr die Sanierung zu ermöglichen, als sie nach „unangemessener“ Übernahme von Risiken am Rande des Bankrotts stand. Auf diese Zeit kam er in seinem 2016 erschienenen Buch „Journal d’un Rescue“ zurück. Außerdem war er 1986 für die Aushandlung von Vereinbarungen zur Gründung von Eurodisney in Paris im Auftrag der französischen Behörden verantwortlich.
Seit 2004 arbeitete er als privater Investmentbanker bei Toulouse et Associés, dann bei der Leonardo-Bank, deren französische Tochtergesellschaft er leitete, dann bei der Degroof-Bank und bei Petercam. Seit 2019 ist er unabhängig und berät Wirtschaftsführer. Es widmet sich insbesondere der Sanierung von Unternehmen in Schwierigkeiten. Von 2014 bis 2019 konzipierte und unterstützte er den Wiederaufbau von SAUR. Er ist heute Aufsichtsratsvorsitzender des Bourbon-Konzerns, den er aus einer gerichtlichen Einigung herausgeholt hat.
Peyrelevade war von 1969 bis 1994 Professor für Wirtschaftswissenschaften an der École polytechnique.
Neben Bourbon ist er Direktor von MK2, von Vitalliance, dessen Anteilseigner er ist, und des Start-ups Myre.
Jean Peyrelevade lehnte stets jegliche Auszeichnung ab.

## Schriften (Auswahl)
- Pour un capitalisme intelligent. Grasset, Paris, 1993. ISBN 978-2-246-40661-7
- mit Denis Jeambar: La république silencieuse. Plon, Paris, 2002. ISBN 978-2-259-19635-2
- Le capitalisme total. Ed., Pairs Seuil, 2005. ISBN 978-2-02-082932-8
- Seul face à la justice américaine. Plon, Paris, 2007. ISBN 978-2-259-20432-3
- Sarkozy: l’erreur historique. Plon, Paris, 2008. ISBN 978-2-286-04926-3
- mit Pierre-Antoine Delhommais: France, état critique. Plon, Paris, 2011. ISBN 978-2-259-21655-5